# Donald Michie
Donald Michie (11 de noviembre de 1923 - 7 de julio de 2007) fue un investigador británico en inteligencia artificial. Durante la Segunda Guerra Mundial, Michie trabajó para la Government Code and Cypher School del Government Communications Headquarters en Bletchley Park, contribuyendo al esfuerzo por resolver "Tunny", un sistema de cifrado de teleimpresor alemán.

## Educación y primeros años
Michie nació en Rangún, Birmania. Asistió a la Rugby School y ganó una beca para estudios clásicos en Balliol College, Oxford. Sin embargo, a principios de 1943, buscando alguna forma de contribuir al esfuerzo bélico, Michie intentó inscribirse en un curso de japonés en Bedford para oficiales de inteligencia. A su llegada, se supo que había sido mal informado y, en cambio, se formó en criptografía, mostrando una aptitud natural para el tema. Seis semanas más tarde, fue reclutado para Bletchley Park y asignado al "Testery", una sección que abordaba un cifrado de teleimpresor alemán. Durante su tiempo en Bletchley Park, trabajó con Alan Turing, Max Newman y Jack Good. Entre 1945 y 1952 estudió en Balliol College, Oxford; recibió su título de Philosophiæ doctor para la investigación en genética de mamíferos, en 1953.

## Carrera e investigación
En 1960, desarrolló Matchbox Educable Noughts And Crosses Engine (MENACE), uno de los primeros programas capaces de aprender a jugar un juego perfecto de tres en línea. Dado que las computadoras no estaban disponibles en este momento, Michie implementó su programa con aproximadamente 304 cajas de cerillas, cada una representando un estado de tablero único. Cada caja de fósforos estaba llena de cuentas de colores, cada una representando un movimiento diferente en ese estado del tablero. La cantidad de un color indicaba la "certeza" de que jugar el movimiento correspondiente conduciría a una victoria. El programa se entrenó jugando cientos de juegos y actualizando las cantidades de cuentas en cada caja de fósforos según el resultado de cada juego.
Michie fue director del Departamento de Inteligencia y Percepción de Máquinas de la Universidad de Edimburgo (anteriormente Unidad de Programación Experimental) desde su creación en 1965. La unidad de inteligencia de máquinas es anterior a la unidad de informática de la universidad. Permaneció en Edimburgo hasta 1985, cuando se fue para fundar el Instituto Turing en Glasgow. Activo en la comunidad de investigadores hasta los ochenta, dedicó la última década de su vida a la organización benéfica británica The Human Computer Learning Foundation, y trabajó con Stephen Muggleton, Claude Sammut, Richard Wheeler y otros sobre sistemas de lenguaje natural y teorías de la inteligencia. En 2007 estaba completando una serie de artículos científicos sobre el sistema de lenguaje natural de Sophie y el manuscrito de un libro titulado "Las criaturas de Jehová". Michie inventó la técnica de memoización. Fue fundador y Tesorero de la Human-Computer Learning Foundation, una organización benéfica registrada en el Reino Unido.

### Premios y distinciones
Fue galardonado con numerosas becas y honores durante su carrera, que incluyen:
- Miembro de la Royal Society of Edinburgh (FRSE) (1969[12])
- Miembro honorario extranjero de la Academia Estadounidense de las Artes y las Ciencias (2001)
- Miembro correspondiente de la Academia Eslovena de Ciencias y Artes (2005)[13]
- Miembro de la British Computer Society (FBCS) (1971[12])

## Vida personal
Michie se casó tres veces, la segunda con la bióloga Anne McLaren de 1952 a 1959. Tuvo cuatro hijos, uno con su primera esposa y tres con la profesora McLaren, entre ellos el economista Jonathan Michie y la psicóloga de la salud Susan Michie. Michie y McLaren siguieron siendo amigos después de su divorcio, y se volvieron cercanos nuevamente después de la muerte de su tercera esposa. El 7 de julio de 2007, Michie y McLaren murieron en un accidente automovilístico mientras viajaban de Cambridge a Londres.

## Legado
Los trabajos publicados de Donald Michie se encuentran en la British Library. Se puede acceder a los artículos a través del catálogo de la Biblioteca Británica.